# Liste des aéroports au Chili

## Liste
Les aéroports dont les noms sont indiqués en caractères gras désignent des aérodromes avec service commercial ouvert
.
| Ville                               | Région                            | OACI | AITA | Aéroport                                     | Lignes commerciales régulières |
| ----------------------------------- | --------------------------------- | ---- | ---- | -------------------------------------------- | ------------------------------ |
| Achao                               | Les Lacs                          | SCAH |      | Achao Aerodrome                              |                                |
| Algarrobo                           | Valparaiso                        | SCSG |      | San Gerónimo Airport                         |                                |
| Alhué                               | Métropolitaine                    | SCAF |      | Alhué Airport                                |                                |
| Alto del Carmen                     | Atacama                           | SCTQ |      | Alto del Carmen Tres Quebradas Airport       |                                |
| Alto Palena                         | Les Lacs                          | SCAP | WAP  | Alto Palena Airfield                         |                                |
| Ancud                               | Les Lacs                          | SCAC | ZUD  | Pupelde Airport                              |                                |
| Andacollo                           | Coquimbo                          | SCAA |      | Andacollo Airport                            |                                |
| Angol                               | Araucanie                         | SCGO |      | Angol Los Confines Airport                   |                                |
| Antofagasta                         | Antofagasta                       | SCFA | ANF  | Antofagasta                                  | Oui                            |
| Antofagasta                         | Antofagasta                       | SCMB |      | La Chimba Airport                            |                                |
| Antofagasta                         | Antofagasta                       | SCLE |      | La Escondida Airport                         |                                |
| Arica                               | Arica et Parinacota               | SCAR | ARI  | Arica-Chacalluta                             | Oui                            |
| Arica                               | Arica et Parinacota               | SCAE |      | El Buitre Airfield                           |                                |
| Atacalco                            | Biobío                            | SCAK |      | Atacalco Sul Airport                         |                                |
| Ayacara                             | Les Lacs                          | SCAY |      | Ayacara Airport                              |                                |
| Bahía Inútil                        | Magallanes et Antarctique chilien | SCBI |      | Pampa Guanaco Airport                        |                                |
| Bahía Posesión                      | Magallanes et Antarctique chilien | SCBS |      | Posesión Airport                             |                                |
| Balmaceda                           | Aisén                             | SCBA | BBA  | Balmaceda                                    | Oui                            |
| Bulnes                              | Biobío                            | SCUL |      | Bulnes El Litral Airport                     |                                |
| Bulnes                              | Biobío                            | SCUR |      | Bulnes Rucamelen Airport                     |                                |
| Cabildo                             | Valparaiso                        | SCDL |      | El Algarrobo Airport                         |                                |
| Cabo de Hornos                      | Valparaiso                        | SCCS |      | Cabo de Hornos Airport                       |                                |
| Cabo de Hornos                      | Magallanes et Antarctique chilien | SCNY |      | Yendegaia Airport                            |                                |
| Calama                              | Antofagasta                       | SCCF | CJC  | Calama-El Loa                                | Oui                            |
| Caldera                             | Atacama                           | SCCL |      | Caldera Airport                              |                                |
| Caleta Hornos                       | Coquimbo                          | SCHO |      | Caleta Hornos Airport                        |                                |
| Caleta Tortel                       | Aisén                             | SCCR |      | Caleta Tortel Airport                        |                                |
| Caleta Tortel                       | Aisén                             | SCRB |      | Río Bravo Airport                            |                                |
| Cañete                              | Biobío                            | SCNM |      | Las Misiones Airport                         |                                |
| Carrizal Bajo                       | Atacama                           | SCHU |      | Carrizal Bajo Airport                        |                                |
| Casablanca                          | Valparaiso                        | SCTW |      | El Tapihue Airport                           |                                |
| Casablanca                          | Valparaiso                        | SCFL |      | Fundo Loma Larga Airport                     |                                |
| Casablanca                          | Valparaiso                        | SCVA | VAP  | Viñamar Airport                              |                                |
| Castro                              | Les Lacs                          | SCST | WCA  | Gamboa Airport                               |                                |
| Cauquenes                           | Le Maule                          | SCCA |      | Cauquenes Airport                            |                                |
| Cerro Castillo                      | Magallanes et Antarctique chilien | SCPY |      | Cerro Castillo Airport                       |                                |
| Cerro Paranal                       | Antofagasta                       | SCPA |      | Cerro Paranal Airport                        |                                |
| Cerro Sombrero                      | Magallanes et Antarctique chilien | SCSB | SMB  | Franco Bianco Airport                        |                                |
| Chaitén                             | Les Lacs                          | SCTN | WCH  | Chaitén Airfield                             |                                |
| Chaitén                             | Les Lacs                          | SCEA |      | El Amarillo Airport                          |                                |
| Chaitén                             | Les Lacs                          | SCDH |      | Vodudahue Airport                            |                                |
| Chaitén                             | Les Lacs                          | SCGN |      | Chaitén Caleta Gonzalo Airport               |                                |
| Chaitén                             | Les Lacs                          | SCPN |      | Chaitén Pillan Airport                       |                                |
| Chaitén                             | Les Lacs                          | SCRH |      | Chaitén Renihue Airport                      |                                |
| Chaitén                             | Les Lacs                          | SCUI |      | Chaitén Pumalín Airport                      |                                |
| Chaitén                             | Les Lacs                          | SCHT |      | Tic Toc Airport                              |                                |
| Chañaral                            | Atacama                           | SCRA | CNR  | Chañaral Airport                             |                                |
| Chépica                             | O'Higgins                         | SCEK |      | Chepica Airport                              |                                |
| Chile Chico                         | Aisén                             | SCCC | CCH  | Chile Chico Airfield                         |                                |
| Chillán                             | Biobío                            | SCCH | YAI  | General Bernardo O'Higgins Airport           |                                |
| Chillán                             | Biobío                            | SCFK |      | Chillán Fundo El Carmen Airport              |                                |
| Chillán                             | Biobío                            | SCAV |      | La Vertiente Airport                         |                                |
| Cholguán                            | Biobío                            | SCGS |      | Siberia Airport                              |                                |
| Chonchi                             | Les Lacs                          | SCFS |      | Chonchi Airport                              |                                |
| Choshuenco                          | Les Lacs                          | SCHN |      | Chan Chan Airport                            |                                |
| Choshuenco                          | Les Lacs                          | SCCM |      | Molco Airport                                |                                |
| Chuquicamata                        | Antofagasta                       | SCKU | QUI  | Chuquicamata Airport                         |                                |
| Cobquecura                          | Biobío                            | SCQR |      | Cobquecura Airport                           |                                |
| Cochamó                             | Les Lacs                          | SCKM |      | Cochamó Airport                              |                                |
| Cochrane                            | Aisén                             | SCHR | LGR  | Cochrane Airfield                            |                                |
| Cochrane                            | Aisén                             | SCVS |      | Lago Vargas Airport                          |                                |
| Coelemu                             | Biobío                            | SCKT |      | Torreón Airport                              |                                |
| Coihueco                            | Biobío                            | SCPI |      | Pullamí Airport                              |                                |
| Collipulli                          | Araucanie                         | SCKO |      | Agua Buena Airport                           |                                |
| Combarbalá                          | Coquimbo                          | SCCB |      | Combarbalá Airport                           |                                |
| Combarbalá                          | Coquimbo                          | SCCG |      | Cogoti La Pelicana Airport                   |                                |
| Concepción                          | Biobío                            | SCIE | CCP  | Concepcion-Carriel Sur                       | Oui                            |
| Constitución                        | Le Maule                          | SCCT |      | Quivolgo International Airport               |                                |
| Contao                              | Les Lacs                          | SCCK |      | Contao Airport                               |                                |
| Copiapó                             | Atacama                           | SCAT | CPO  | Copiapó-Désert de l'Atacama                  | Oui                            |
| Copiapó                             | Atacama                           | SCHA |      | Chamonate Airport                            |                                |
| Coposa                              | Tarapacá                          | SCKP |      | Coposa Airport                               |                                |
| Coquimbo                            | Coquimbo                          | SCQB | COW  | Coquimbo Airport                             |                                |
| Coyhaique                           | Aisén                             | SCCY | GXQ  | Teniente Vidal Airfield                      |                                |
| Cumpeo                              | Le Maule                          | SCUM |      | Cumpeo La Obra Airport                       |                                |
| Cunco                               | Araucanie                         | SCGY |      | Los Guayes Airport                           |                                |
| Cunco                               | Araucanie                         | SCLK |      | Lago Colico Airport                          |                                |
| Curacautín                          | Araucanie                         | SCCU |      | Lolco Airport                                |                                |
| Curacaví                            | Métropolitaine                    | SCCV |      | Curacaví Airport                             |                                |
| Curicó                              | Le Maule                          | SCKI |      | Los Lirios Airport                           |                                |
| Curicó                              | Le Maule                          | SCTM |      | Curicó La Montaña Airport                    |                                |
| Curicó                              | Le Maule                          | SCIC | ZCQ  | General Freire Airfield                      |                                |
| Dalcahue                            | Les Lacs                          | SCPQ | MHC  | Mocopulli                                    | Oui                            |
| Domeyko                             | Atacama                           | SCDK |      | Domeyko Airfield                             |                                |
| Duqueco                             | Biobío                            | SCDQ |      | Duqueco Airport                              |                                |
| El Salvador                         | Atacama                           | SCES | ESR  | El Salvador (Chili)                          |                                |
| Entrada Baker                       | Aisén                             | SCEB |      | Entrada Baker Airport                        |                                |
| Entrada Meyer                       | Aisén                             | SCEY |      | Entrada Meyer Airport                        |                                |
| Estación Chañar                     | Coquimbo                          | SCEC |      | Pelicano Airport                             |                                |
| Fachinal                            | Aisén                             | SCFC |      | Fachinal Airport                             |                                |
| Farellones                          | Le Maule                          | SCFO |      | Farellones Airport                           |                                |
| Freire                              | Araucanie                         | SCSU |      | Santa Lucía Airport                          |                                |
| Freirina                            | Atacama                           | SCFF |      | Freirina Airport                             |                                |
| Frutillar                           | Les Lacs                          | SCFI |      | Frutillar West Airport                       |                                |
| Frutillar                           | Les Lacs                          | SCFR |      | Frutillar Airport                            |                                |
| Futaleufú                           | Les Lacs                          | SCFT | FFU  | Futaleufú Airfield                           |                                |
| Futromo                             | Les Lacs                          | SCFU |      | Loncopan Airport                             |                                |
| Hualaihué                           | Les Lacs                          | SCHW |      | Hualaihué Airport                            |                                |
| Huépil                              | Biobío                            | SCHE |      | Rucamanqui Airport                           |                                |
| Icalma Lake                         | Araucanie                         | SCQI |      | Lonquimay Airport                            |                                |
| Illapel                             | Coquimbo                          | SCIL |      | Illapel Aucó Airport                         |                                |
| Iquique                             | Tarapacá                          | SCDA | IQQ  | Iquique (Diego Aracena)                      | Oui                            |
| Iquique                             | Tarapacá                          | SCCD |      | Los Condores Airport                         |                                |
| Isla Apiao                          | Les Lacs                          | SCIA |      | Isla Apiao Airport                           |                                |
| Isla Butachauques                   | Les Lacs                          | SCIB |      | Isla Butachauques Airport                    |                                |
| Isla Dawson                         | Magallanes et Antarctique chilien | SCDW |      | Almirante Schroeders Airport                 |                                |
| Isla de Maipo                       | Métropolitaine                    | SCVT |      | Ventanas Radioayuda Airport                  |                                |
| Île de Pâques                       | Valparaiso                        | SCIP | IPC  | Matavaeri-Île de Pâques                      | Oui                            |
| Isla Quenac (es)                    | Les Lacs                          | SCQE |      | Isla Quenac Airport                          |                                |
| Isla Rey Jorge (King George Island) | Magallanes et Antarctique chilien | SCRM | TNM  | Teniente R. Marsh Airport                    |                                |
| Isla Guarello                       | Antofagasta                       | SCGU |      | Isla Guarello Airport                        |                                |
| Isla Las Huichas                    | Aisén                             | SCIH |      | Caleta Blanco Airport                        |                                |
| Isla Mocha                          | Biobío                            | SCIM |      | Isla Mocha Airport                           |                                |
| Isla Mocha                          | Biobío                            | SCHM |      | Punta El Saco Airport                        |                                |
| Isla Robinson Crusoe                | Valparaiso                        | SCIR |      | Robinson Crusoe Airfield                     |                                |
| Isla San Felix                      | Valparaiso                        | SCFX |      | Isla San Felix Airport                       |                                |
| Île Floreana                        | Biobío                            | SCIS |      | Isla Santa María Airport                     |                                |
| Île Talcan                          | Les Lacs                          | SCIK |      | Isla Talcan Airport                          |                                |
| Terre de Feu                        | Magallanes et Antarctique chilien | SCIT |      | Isla Tierra del Fuego Airport                |                                |
| La Estrella                         | O'Higgins                         | SCHG |      | La Estrella Airport                          |                                |
| La Junta                            | Les Lacs                          | SCLJ |      | La Junta Airport                             |                                |
| La Ligua                            | Valparaiso                        | SCLQ |      | Diego Portales Airport                       |                                |
| La Serena                           | Coquimbo                          | SCSE | LSC  | La Serena                                    | Oui                            |
| La Unión                            | Les Fleuves                       | SCVV |      | Los Maitenes de Villa Vieja Airport          |                                |
| La Unión                            | Les Fleuves                       | SCHK |      | Hueicomilla Airport                          |                                |
| La Unión                            | Les Fleuves                       | SCGA |      | Punta Galera Airport                         |                                |
| La Viña                             | Coquimbo                          | SCLV |      | Los Vilos Airport                            |                                |
| Lago Brown                          | Aisén                             | SCBR |      | Lago Brown Airport                           |                                |
| Lago Ranco                          | Les Fleuves                       | SCXR |      | Las Bandurrias Airport                       |                                |
| Lago Ranco                          | Les Fleuves                       | SCAQ |      | Arquilhue Airport                            |                                |
| Lago Ranco                          | Les Fleuves                       | SCLR |      | Lago Ranco Airport                           |                                |
| Lago Verde                          | Aisén                             | SCBC |      | Cacique Blanco Airport                       |                                |
| Lago Verde                          | Aisén                             | SCVE |      | Lago Verde Airport                           |                                |
| Laguna San Raphael                  | Aisén                             | SCRF |      | Laguna San Raphael Airport                   |                                |
| Lampa                               | Métropolitaine                    | SCKL |      | Lampa Lipangui Airport                       |                                |
| Lampa                               | Métropolitaine                    | SCHL |      | Lampa Palo Alto Airport                      |                                |
| Laraquete                           | Biobío                            | SCLY |      | Laraquete Airport                            |                                |
| Las Tacas                           | Coquimbo                          | SCQT |      | Las Tacas Airport                            |                                |
| Lautaro                             | Araucanie                         | SCLS |      | Esperanza Airport                            |                                |
| Lautaro                             | Araucanie                         | SCLA |      | Lautaro Airport                              |                                |
| Lebu                                | Biobío                            | SCLB |      | Lebu Airport                                 |                                |
| Licantén                            | Le Maule                          | SCKN |      | Licantén Airport                             |                                |
| Linares                             | Le Maule                          | SCLN | ZLR  | Linares Airport                              |                                |
| Litueche                            | O'Higgins                         | SCHD |      | Litueche Midango Airport                     |                                |
| Litueche                            | O'Higgins                         | SCTU |      | Litueche Airport                             |                                |
| Llanada Grande                      | Les Lacs                          | SCLD |      | Llanada Grande Airport                       |                                |
| Llanada Grande                      | Les Lacs                          | SCGR |      | El Manso Airport                             |                                |
| Llico - Vichuquén                   | Le Maule                          | SCLI |      | Torca Airport                                |                                |
| Llifén                              | Les Fleuves                       | SCLF |      | Llifen Calcuruppe Airport                    |                                |
| Llifen                              | Les Fleuves                       | SCIF |      | Llifen Airport                               |                                |
| Lolol                               | O'Higgins                         | SCAO |      | Lolol Palo Alto Airport                      |                                |
| Loncoche                            | Aisén                             | SCLO |      | Loncoche Airport                             |                                |
| Longaví                             | Le Maule                          | SCUT |      | Longavi Verfrut Sur Airport                  |                                |
| Lonquimay                           | Araucanie                         | SCNU |      | Marimenuco Airfield                          |                                |
| Lonquimay                           | Araucanie                         | SCQY |      | Villa Portales Airport                       |                                |
| Los Andes                           | Valparaiso                        | SCAN | LOB  | San Rafael Airport                           |                                |
| Los Ángeles                         | Biobío                            | SCGE | LSQ  | María Dolores Airport                        |                                |
| Los Ángeles                         | Biobío                            | SCGH |      | Cholguahue Airport                           |                                |
| Los Sauces                          | Araucanie                         | SCGB |      | Guadaba Airport                              |                                |
| Marchigüe                           | O'Higgins                         | SCMH |      | Marchigüe Airport                            |                                |
| Marchigüe                           | O'Higgins                         | SCVJ |      | Marchigüe Paredes Viejas Airport             |                                |
| Marchigüe                           | O'Higgins                         | SCLU |      | La Unión Airport                             |                                |
| María Elena                         | Antofagasta                       | SCNE |      | María Elena Airport                          |                                |
| Marina de Rapel                     | O'Higgins                         | SCMZ |      | El Manzano Airport                           |                                |
| Melinka                             | Aisén                             | SCMK |      | Melinka Airport                              |                                |
| Melipilla                           | Métropolitaine                    | SCAB |      | El Alba/La Lumbrera Airport                  |                                |
| Melipilla                           | Métropolitaine                    | SCTS |      | Santa Teresa del Almendral Airport           |                                |
| Melipilla                           | Métropolitaine                    | SCMP |      | Melipilla Airport                            |                                |
| Melipilla                           | Métropolitaine                    | SCME |      | Cuatro Diablos Airport                       |                                |
| Miaqui                              | Coquimbo                          | SCMI |      | Los Tricahues Airport                        |                                |
| Michilla                            | Antofagasta                       | SCMY |      | Carolina Airport                             |                                |
| Molina                              | Le Maule                          | SCKK |      | Molina La Cascada Airport                    |                                |
| Molina                              | Le Maule                          | SCMV |      | Molina Viña San Pedro Airport                |                                |
| Molina                              | Le Maule                          | SCXA |      | Molina Alupenhue Airport                     |                                |
| Morza                               | Le Maule                          | SCAM |      | Amincha Airport                              |                                |
| Mulchén                             | Biobío                            | SCPP |      | Poco a Poco Airport                          |                                |
| Nadis                               | Aisén                             | SCND |      | Nadis Airport                                |                                |
| Nochaco                             | Les Lacs                          | SCNO |      | Nochaco Airport                              |                                |
| Ollagüe                             | Antofagasta                       | SCOL |      | Ollagüe Airport                              |                                |
| Olmué                               | Valparaiso                        | SCOM |      | Olmué Aerodrome                              |                                |
| Osorno                              | Les Lacs                          | SCJO | ZOS  | Osorno                                       | Oui                            |
| Osorno                              | Les Lacs                          | SCOS |      | Pampa Alegre Aerodrome                       |                                |
| Osorno                              | Les Lacs                          | SCCP |      | Callipulli Airport                           |                                |
| Osorno                              | Les Lacs                          | SCJK |      | Juan Kemp Airport                            |                                |
| Osorno                              | Les Lacs                          | SCQM |      | Osorno Airport                               |                                |
| Osorno                              | Les Lacs                          | SCOP |      | Osorno Pilauco Airport                       |                                |
| Ovalle                              | Coquimbo                          | SCOV | OVL  | El Tuqui Airport                             |                                |
| Ovalle                              | Coquimbo                          | SCFJ |      | Fray Jorge Airport                           |                                |
| Ovalle                              | Coquimbo                          | SCAD |      | Ovalle Airport                               |                                |
| Ovalle                              | Coquimbo                          | SCOY |      | Ovalle Huayanay Airport                      |                                |
| Paine                               | Métropolitaine                    | SCAU |      | Paine Airport                                |                                |
| Paine                               | Métropolitaine                    | SCMN |      | Paine Mansel Airport                         |                                |
| Palmilla                            | O'Higgins                         | SCAG | LSQ  | Agua Santa Airport                           |                                |
| Panguipulli                         | Les Fleuves                       | SCGP |      | Curaco Airport                               |                                |
| Panguipulli                         | Les Fleuves                       | SCNG |      | Papageno Airport                             |                                |
| Panguipulli                         | Les Fleuves                       | SCPG |      | Panguipulli Airport                          |                                |
| Panimávida                          | Le Maule                          | SCIV |      | Panimávida Airport                           |                                |
| Paredones                           | O'Higgins                         | SCRW |      | Paredones Airport                            |                                |
| Parral                              | Le Maule                          | SCVB |      | Parral Villa Baviera Airport                 |                                |
| Parral                              | Le Maule                          | SCEO |      | Campamento La Esperanza Airport              |                                |
| Parron                              | Le Maule                          | SCRO |      | Parron Airport                               |                                |
| María Elena                         | Antofagasta                       | SCPD |      | Pedro de Valdivia Airport                    |                                |
| Pelluhue                            | Le Maule                          | SCKE |      | Piedra Negra Airport                         |                                |
| Pencahue                            | Le Maule                          | SCLG |      | La Aguada Airport                            |                                |
| Peulla                              | Les Lacs                          | SCPU |      | Peulla Airport                               |                                |
| Peumo                               | O'Higgins                         | SCPW |      | Peumo Airport                                |                                |
| Pichidangui                         | Coquimbo                          | SCDI |      | Pichidangui Airport                          |                                |
| Pichilemu                           | O'Higgins                         | SCMU |      | Panilonco Aerodrome                          |                                |
| Pichilemu                           | O'Higgins                         | SCPM |      | Pichilemu Aerodrome                          |                                |
| Pichilemu                           | O'Higgins                         | SCMN |      | Mónaco Aerodrome                             |                                |
| Pirque                              | Métropolitaine                    | SCZE |      | Pirque Estero Seco Airport                   |                                |
| Pirque                              | Métropolitaine                    | SCEP |      | El Principal Airport                         |                                |
| Pisagua                             | Tarapacá                          | SCPS |      | Pisagua Airport                              |                                |
| Porvenir                            | Magallanes et Antarctique chilien | SCFM | WPR  | Porvenir                                     | Oui                            |
| Potrerillos                         | Atacama                           | SCPL | RER  | Calpulli Airport                             |                                |
| Pucón                               | Araucanie                         | SCPC | ZPC  | Pucón                                        | Oui                            |
| Pucón                               | Araucanie                         | SCKQ |      | Curimanques Airport                          |                                |
| Puelo Bajo                          | Les Lacs                          | SCPB |      | Puelo Bajo Airport                           |                                |
| Puerto Aysén                        | Aisén                             | SCAS | WPA  | Cabo Juan Román Airfield                     |                                |
| Puerto Cisnes                       | Aisén                             | SCPK |      | Puerto Cisnes Airport                        |                                |
| Puerto Guadal                       | Aisén                             | SCMC |      | Meseta Cosmelli Airport                      |                                |
| Puerto Ingeniero Ibáñez             | Aisén                             | SCII |      | Puerto Ingeniero Ibáñez Airport              |                                |
| Puerto Marín Balmaceda              | Aisén                             | SCMA |      | Puerto Marín Balmaceda Airport               |                                |
| Puerto Montt                        | Les Lacs                          | SCTE | PMC  | Puerto Montt (El Tepual)                     | Oui                            |
| Puerto Montt                        | Les Lacs                          | SCPF |      | Marcel Marchant Airport                      |                                |
| Puerto Montt                        | Les Lacs                          | SCMO |      | Puerto Montt City Airport                    |                                |
| Puerto Natales                      | Magallanes et Antarctique chilien | SCNT | PNT  | Teniente Julio Gallardo Airport              |                                |
| Puerto Octay                        | Les Lacs                          | SCOC |      | Puerto Octay Las Araucarias Airport          |                                |
| Puerto Saavedra                     | Métropolitaine                    | SCSA |      | Puerto Saavedra Airport                      |                                |
| Puerto Sanchez                      | Aisén                             | SCSZ |      | Puerto Sanchez Airport                       |                                |
| Puerto Varas                        | Les Lacs                          | SCPV | PUX  | El Mirador Airport                           |                                |
| Puerto Varas                        | Les Lacs                          | SCDD |      | Puerto Varas East Airport                    |                                |
| Puerto Williams                     | Magallanes et Antarctique chilien | SCGZ | WPU  | Guardia Marina Zañartu                       | Oui                            |
| Punta Arenas                        | Magallanes et Antarctique chilien | SCCI | PUQ  | Punta Arenas                                 | Oui                            |
| Punta Arenas                        | Magallanes et Antarctique chilien | SCNS |      | Punta Arenas Sandra Scabini Airport          |                                |
| Punta Arenas                        | Magallanes et Antarctique chilien | SCID |      | Marco Davison Bascur Airport                 |                                |
| Punta Baja                          | Aisén                             | SCHH |      | Punta Baja Airport                           |                                |
| Punta Catalina                      | Magallanes et Antarctique chilien | SCPX |      | Punta Catalina Airport                       |                                |
| Purranque                           | Les Lacs                          | SCPR |      | Corte Alto Airport                           |                                |
| Puyehue                             | Les Lacs                          | SCYC |      | Puyehue La Capilla Airport                   |                                |
| Puyehue                             | Les Lacs                          | SCYL |      | Puyehue Lican Airport                        |                                |
| Puyuhuapi                           | Aisén                             | SCPH |      | Puyuhuapi Airport                            |                                |
| Queilén                             | Les Lacs                          | SCQX |      | Queilén Airport                              |                                |
| Quellón                             | Les Lacs                          | SCON |      | Quellón Airport                              |                                |
| Quemchi                             | Les Lacs                          | SCQW |      | Quemchi Airport                              |                                |
| Quillota                            | Valparaiso                        | SCQL |      | El Boco Airport                              |                                |
| Quinta de Tilcoco                   | O'Higgins                         | SCPO |      | Isla Picton Airport                          |                                |
| Quintero                            | Valparaiso                        | SCER |      | Quintero Airport                             |                                |
| Rancagua                            | O'Higgins                         | SCRG | QRC  | Rancagua de la Independencia Airport         |                                |
| Ranguelmo                           | Biobío                            | SCJC |      | James Conrad Airport                         |                                |
| Rapel                               | O'Higgins                         | SCRL |      | Rapel La Estrella Airport                    |                                |
| Rapel                               | O'Higgins                         | SCSO |      | Costa del Sol Airport                        |                                |
| Rapel                               | O'Higgins                         | SCRP |      | Rapelhuapi Airport                           |                                |
| Rapel                               | O'Higgins                         | SCGL |      | Las Agullas Airport                          |                                |
| Rengo                               | O'Higgins                         | SCNR |      | Fundo Naicura Airport                        |                                |
| Rengo                               | O'Higgins                         | SCGM |      | Rengo Airport                                |                                |
| Retiro                              | Le Maule                          | SCHP |      | Retiro Copihue Airport                       |                                |
| Retiro                              | Le Maule                          | SCRT |      | Retiro El Almendro Airport                   |                                |
| Retiro                              | Le Maule                          | SCAJ |      | Retiro Las Alpacas Airport                   |                                |
| Retiro                              | Le Maule                          | SCYR |      | Retiro Los Maitenes Airport                  |                                |
| Retiro                              | Le Maule                          | SCDS |      | Retiro San Andrés Airport                    |                                |
| Retiro                              | Le Maule                          | SCGI |      | Retiro San Guillermo Airport                 |                                |
| Riñihue                             | Les Lacs                          | SCVG |      | Riñihue Airport                              |                                |
| Río Bueno                           | Les Fleuves                       | SCBN |      | Cotreumo Airport                             |                                |
| Río Bueno                           | Les Fleuves                       | SCRQ |      | Rucananco Airport                            |                                |
| Río Bueno                           | Les Fleuves                       | SCKD |      | El Cardal Airport                            |                                |
| Río Cisnes                          | Aisén                             | SCRC |      | Villa Tapera Airport                         |                                |
| Río Cisnes                          | Aisén                             | SCRE |      | Estancia Río Cisnes Airport                  |                                |
| Río Claro                           | Le Maule                          | SCUP |      | Río Claro Cumpeo Lontuecito Airport          |                                |
| Río Claro                           | Le Maule                          | SCBV |      | Río Claro Airport                            |                                |
| Río Frío (es)                       | Les Lacs                          | SCRI |      | Río Frío Airport                             |                                |
| Puerto Murta                        | Aisén                             | SCRU |      | Puerto Murta Airport                         |                                |
| Río Negro                           | Les Lacs                          | SCRN |      | Río Negro Airport                            |                                |
| Romeral                             | Le Maule                          | SCOE |      | Romeral San Miguel Airport                   |                                |
| Russfin                             | Magallanes et Antarctique chilien | SCFN |      | Russfin Airport                              |                                |
| Sagrada Familia                     | Le Maule                          | SCED |      | Los Cedros Airport                           |                                |
| Salamanca                           | Coquimbo                          | SCXB |      | Las Brujas Airport                           |                                |
| Salamanca                           | Coquimbo                          | SCNK |      | Salamanca Los Pelmabres Airport              |                                |
| Salar de Atacama                    | Antofagasta                       | SCSL |      | Salar de Atacama Airport                     |                                |
| Salar de Atacama                    | Antofagasta                       | SCSM |      | Misnal Airport                               |                                |
| San Carlos                          | Biobío                            | SCKA |      | San Carlos Santa Marta Airport               |                                |
| San Clemente                        | Le Maule                          | SCSK |      | Colorado Airport                             |                                |
| San Felipe                          | Valparaiso                        | SCSF | SSD  | Víctor Lafón Airport                         |                                |
| San Fernando                        | O'Higgins                         | SCSD |      | San Fernando Airport                         |                                |
| San Javier                          | Le Maule                          | SCSJ |      | San Javier Las Mercedes Airport              |                                |
| San Javier                          | Le Maule                          | SCMG |      | San Javier Santa María de Migre Airport      |                                |
| San Javier                          | Le Maule                          | SCLM |      | San Javier Loncomilla Airport                |                                |
| San Nicolás                         | Biobío                            | SCNI |      | San Nicolás Santa Eugena Airport             |                                |
| San Pablo                           | Les Lacs                          | SCSQ |      | San Pablo Airport                            |                                |
| San Pedro                           | Métropolitaine                    | SCVF |      | San Pedro Verfrut Airport                    |                                |
| San Pedro de Atacama                | Antofagasta                       | SCPE |      | San Pedro de Atacama Airport                 |                                |
| San Sebastián                       | Magallanes et Antarctique chilien | SCSS |      | San Sebastián Airport                        |                                |
| San Vicente de Tagua Tagua          | O'Higgins                         | SCET |      | San Vicente de Tagua Tagua Airport           |                                |
| San Vicente de Tagua Tagua          | O'Higgins                         | SCSV |      | San Vicente de Tagua Tagua Peralillo Airport |                                |
| Santa Bárbara                       | Biobío                            | SCEH |      | El Huachi Airport                            |                                |
| Santa Cruz                          | O'Higgins                         | SCUZ |      | Santa Cruz Airport                           |                                |
| Santa Cruz                          | O'Higgins                         | SCBD |      | Santa Cruz El Boldal Airport                 |                                |
| Santa Rosa de Tabalí                | Coquimbo                          | SCOT |      | Santa Rosa de Tabali Airport                 |                                |
| Santiago                            | Métropolitaine                    | SCTB |      | Eulogio Sánchez Airport                      |                                |
| Santiago                            | Métropolitaine                    | SCEL | SCL  | Santiago du Chili-A.-M.-Benítez              | Oui                            |
| Santiago                            | Métropolitaine                    | SCLC |      | Municipal de Vitacura Airport                |                                |
| Santiago                            | Métropolitaine                    | SCVH |      | La Victoria de Chacabuco Airport             |                                |
| Santiago                            | Métropolitaine                    | SCTI | ULC  | Los Cerrillos Airport                        |                                |
| Santiago                            | Métropolitaine                    | SCBQ | ZBQ  | El Bosque Airport                            |                                |
| Santiago                            | Métropolitaine                    | SCEM |      | Santiago Pudahuel Airport                    |                                |
| Santiago                            | Le Maule                          | SCCN |      | Santiago Cerro Galan Airport                 |                                |
| Santiago                            | Métropolitaine                    | SCHC |      | Santiago Chicureo Airport                    |                                |
| Santo Domingo                       | Valparaiso                        | SCSN |      | Santo Domingo Airfield                       |                                |
| Segundo Corral                      | Les Lacs                          | SCSR |      | Segundo Corral Airfield                      |                                |
| Talagante                           | Métropolitaine                    | SCEG |      | El Corte Airport                             |                                |
| Talca                               | Le Maule                          | SCTL | TLX  | Panguilemo Airport                           |                                |
| Taltal                              | Antofagasta                       | SCTT | TTC  | Las Breas Airport                            |                                |
| Temuco                              | Araucanie                         | SCTC |      | Temuco Maquehue Airport                      |                                |
| Temuco                              | Araucanie                         | SCQP | ZCO  | Temuco-Araucanie                             | Oui                            |
| Teno                                | Le Maule                          | SCUN |      | Teno Airport                                 |                                |
| Teodoro Schmidt                     | Araucanie                         | SCSH |      | El Budi Airport                              |                                |
| Timaukel                            | Magallanes et Antarctique chilien | SCAZ |      | Azopardo Airport                             |                                |
| Tirúa                               | Biobío                            | SCQK |      | Tirúa Airport                                |                                |
| Tocopilla                           | Antofagasta                       | SCBE | TOQ  | Barriles Airport                             |                                |
| Tongoy                              | Coquimbo                          | SCTG |      | Tongoy Airport                               |                                |
| Tortel                              | Aisén                             | SCTP |      | Río Pascua Airport                           |                                |
| Traiguén                            | Araucanie                         | SCQC |      | Traiguén Quino La Colmena Airport            |                                |
| Traiguén                            | Araucanie                         | SCTR |      | Traiguén Airport                             |                                |
| Valdivia                            | Les Fleuves                       | SCVL |      | Las Marías Airport                           |                                |
| Valdivia                            | Les Fleuves                       | SCVD | ZAL  | Valdivia-Pichoy                              | Oui                            |
| Vallenar                            | Atacama                           | SCLL | VLR  | Vallenar Airport                             |                                |
| Vichuquén                           | Le Maule                          | SCVQ |      | Vichuquén Cuatro Pantanos Airport            |                                |
| Vichuquén                           | Le Maule                          | SCVK |      | Vichuquén El Alamo Airport                   |                                |
| Vichuquén                           | Le Maule                          | SCDM |      | Vichuquén Airport                            |                                |
| Victoria                            | Araucanie                         | SCTO | ZIC  | Victoria Airport                             |                                |
| Victoria                            | Araucanie                         | SCVO |      | Victoria María Ester Airport                 |                                |
| Vicuña                              | Coquimbo                          | SCVN |      | Vicuña Huancara Airport                      |                                |
| Vicuña                              | Coquimbo                          | SCVC |      | Vicuña Airport                               |                                |
| Vilcún                              | Araucanie                         | SCVU |      | Vilcún Agromanzun Airport                    |                                |
| Vilcún                              | Araucanie                         | SCVY |      | Vilcún La Malla Airport                      |                                |
| Villa O'Higgins                     | Aisén                             |      | SCOH | Río Mayer Airport                            |                                |
| Villa O'Higgins                     | Aisén                             | SCIO |      | Villa O'Higgins South Airport                |                                |
| Villarrica                          | Araucanie                         | SCVI |      | Villarrica Airport                           |                                |
| Villarrica                          | Araucanie                         | SCMF |      | Malloco Airport                              |                                |
| Viña del Mar - Concón               | Valparaiso                        | SCVM | KNA  | Viña del Mar Airport                         |                                |
| Viña del Mar                        | Valparaiso                        | SCRD | VAP  | Rodelillo Airfield                           |                                |
| Yumbel                              | Biobío                            | SCYB |      | Yumbel Trilahue Airport                      |                                |
| Zapallar                            | Valparaiso                        | SCZC |      | Zapallar Casas Viejas Airport                |                                |